# Pringy (Fribourg)
Pour les articles homonymes, voir Pringy.
Pringy est un village de la commune de Gruyères dans le canton de Fribourg en Suisse. Ses habitants se nomment les "Pringyens" et les "Pringyennes".

## Géographie
Situé au pied de la ville de Gruyères, Pringy se trouve à 35 km de la ville de Fribourg et à 6,5 km de celle de Bulle. Une gare permet de se rendre en train en direction de Montbovon où dans l'autre sens vers Palézieux.

## Vitraux
La chapelle St Agathe est éclairée par la dernière œuvre d'Alfred Manessier. Il s'agit de 7 vitraux de 1990 : la Croix, la Pentecôte, la Rose de Marie et quatre fenêtres des saisons.

## Spécialité
C'est dans le village de Pringy que se trouve la fromagerie de démonstration du Gruyère AOC.